# Asbestopluma lebedi
Asbestopluma lebedi är en svampdjursart som beskrevs av Koltun 1962. Asbestopluma lebedi ingår i släktet Asbestopluma och familjen Cladorhizidae. Inga underarter finns listade i Catalogue of Life.